# Les Gonaïves
Les Gonaïves (en criollo haitiano Gonayiv) es una comuna de Haití que está situada en el distrito de Les Gonaïves, del departamento de Artibonito.

## Historia

### Fundación
Fundado sobre el asentamiento indio de Gonaibo del Cacicazgo de Jaragua, pasó a ser comuna en 1738.

### Batalla de Ravine-à-Couleuvres
En 1802 una batalla importante de la Revolución Haitiana, la Batalla de Ravine-à-Couleuvres fue peleada cerca de Les Gonaïves.

### Independencia de Haití
Les Gonaïves es también conocido como la ciudad de la independencia de Haití dado que fue en esta comuna donde Jean-Jacques Dessalines declaró a Haití, (ex Saint-Domingue), independiente de Francia el 1 de enero de 1804, al leer el Acta de Independencia, redactada por Boisrond Tonnerre, en la plaza de armas de la comuna.
Marie-Claire Heureuse Félicité, la esposa de Jean-Jacques Dessalines, falleció en esta comuna en agosto de 1858.

### Historia reciente

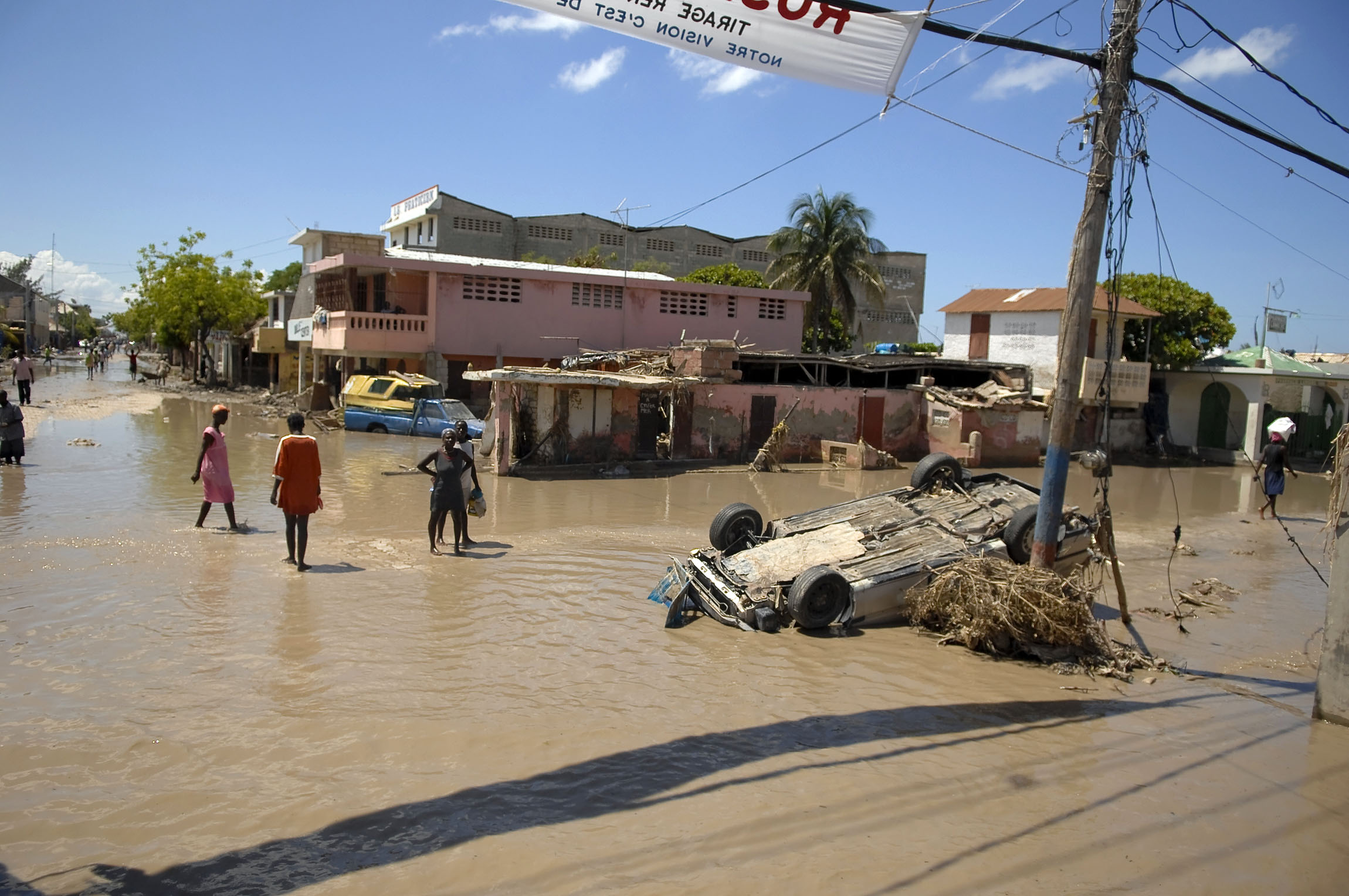
Gonaïves después de la tormenta del Huracán Jeanne en 2004.

A principios de la década de 2000, Les Gonaïves fue escenario de sustanciales disturbios sociales y violencia motivada principalmente por la oposición al presidente  Jean-Bertrand Aristide. El 5 de febrero de 2004, un grupo rebelde, autodenominado Frente de Resistencia Revolucionaria de Artibonito, tomó el control de la ciudad, esto dentro del marco de Crisis de Haití de 2004. Pero cabe mencionar que en los últimos años la ciudad se ha visto envuelta en una completa calma y estabilidad.
El 17 de septiembre de 2004, el Huracán Jeanne causó grandes inundaciones y deslizamientos de tierras en las costas de la comuna. El 6 de octubre de 2004, reportes oficiales contabilizaron unos 3006 muertos en Haití, de los cuales 2826 pertenecían a Les Gonaïves.
Cuatro años más tarde en septiembre de 2008, la ciudad fue nuevamente devastada por otra tormenta del Huracán Hanna, en el que murieron 529 personas, la mayoría en las secciones inundadas de Gonaïves, donde la destrucción fue descrita como catastrófica en la cual se llegaron a encontraron 495 cuerpos sin vida hasta el 5 de septiembre de 2008.
Las autoridades haitianas dijeron que la cifra de muertos podría ir en aumento a medida que los funcionarios rescatistas hicieran a la vez su propio camino para poder entrar a la ciudad devastada. Pero cabe resaltar que las autoridades señalaron que "la evaluación fue sólo parcial, ya que era imposible entrar en la ciudad en ese momento". El alcalde de Les Gonaïves Stephen Moise dijo que al menos 48 000 personas de la zona de Les Gonaïves se vieron obligados a refugiarse.

## Secciones
Está formado por las secciones de:
- Pont Tamarin
- Bassin
- Petite Rivière de Bayonnais (que abarca el barrio de Petite Rivière de Bayonnais)
- Poteaux
- Labranle

## Demografía
| Gráfica de evolución demográfica de Les Gonaïves entre 2009 y 2015 |
|                                                                    |

Los datos demográficos contemplados en este gráfico de la comuna de Les Gonaïves son estimaciones que se han cogido de 2009 a 2015 de la página del Instituto Haitiano de Estadística e Informática (IHSI). 

## Medios de comunicación
- Radio Redemption 100.9 FM
- Radio Xplosion 96.5 FM
- Tele Radio new star fm 99.9 Chaine 13[11]
- Radio Continentale 99.5 FM
- Radio Sun 91.3 FM
- Radio Independence 101.5 FM stations affiliées: radio Metropole 100.1,[12] Lavwadlamerik[13]
- Radio Mega Max 95.9 FM
- Radio Kiss FM 96.9[14]
- Radio Provinciale 95.3 FM
- Radio Pyramide FM
- Radio Trans-Artibonite
- Radio Gonaïves 97.7 FM
- Radio Trans Atlantique 102.5 FM
- Radio Etincelle
- Radio Nouvelle Visión Chrétienne
- Radio Intrepide 97.3 FM[15]
- Radio Tambou FM
- Radio Express FM
- Radio Classic Inter FM
- Radio 4VEG FM
- Radio Espace FM
- Radio KL 2000 FM
- Radio Super Visión FM
- Radio Megamax FM
- Radio Main Dans La Main FM
- Radio Clarté 103.9 FM
- Radio Visión 2000 98.1 FM
- Radio Télé 2004 (101.1FM)

## Personas destacadas
Jacques-Édouard Alexis, político haitiano.